# ディーゼル (カクテル)
ディーゼル（独: diesel）とは、ビールをベースとするカクテルであり、ビールとコーラを混ぜ合わせて作る。

## 概要
ドイツではビアガーデンなどでビールとコーラを混ぜて飲むことは一般的であり、バーベキューなどでも好まれている。この飲み物はディーゼル以外にもKalter Kaffee、Moorwasser、Schmutziges、Drecksackなどと呼ばれていた。
2019年の日本のオクトーバーフェストではデュンケルのコーラ割りを「ディーゼルコーラ」として販売していた。

## 標準的なレシピ
レシピ
- ビール - 適量
- コーラ - 適量

作り方
1. よく冷やしたビールにコーラを注ぎ、混ぜ合わせる。

## 別レシピ
レシピ
- ラガー (ビール) - 4オンス
- ハードサイダー - 4オンス
- アブソルート・カラント - 2オンス

作り方
1. 材料をビアマグに注ぐ。